# اوشن نتورک اکسپرس
اوشن نتورک اکسپرس (انگلیسی: Ocean Network Express) شرکت کشتیرانی ژاپنی است، که در سال ۲۰۱۷ تأسیس شد.